# سیلاندیا
سیلاندیا (به پرتغالی: Ceilândia) یک منطقهٔ مسکونی در برزیل است که در ناحیه فدرال (برزیل) واقع شده‌است. سیلاندیا ۲۳۰٫۳۰ کیلومتر مربع مساحت و ۳۹۸٬۳۷۴ نفر جمعیت دارد و ۱٬۰۰۰ متر بالاتر از سطح دریا واقع شده‌است.